# Mary Elizabeth Barber
Pour les articles homonymes, voir Barber.
Mary Elizabeth Barber (née le 5 janvier 1818 à South Newton et morte le 4 septembre 1899 à Pietermaritzburg) est une scientifique amateur pionnière d'origine britannique du XIXe siècle. Sans éducation formelle, elle se fait un nom en botanique, ornithologie et entomologie. Elle est également une poète et peintre accomplie et a illustré ses contributions scientifiques publiées par des sociétés savantes telles que la Royal Entomological Society de Londres, les jardins botaniques royaux de Kew et la Linnean Society of London.

## Jeunesse
Barber est née Mary Elizabeth Bowker à South Newton, dans le Wiltshire, le 5 janvier 1818. Elle est la neuvième des onze enfants et la première fille de Miles et Anna Maria Bowker de Gateshead, dans le comté de Northumberland. Son père est un éleveur de moutons moyennement riche, possédant sa propre entreprise de transformation de la laine. En 1820, il déménage avec sa famille à la colonie du Cap, en Afrique du Sud, avec d'autres colons britanniques qui souhaitent profiter de l'offre du gouvernement sud-africain de 100 acres de terre pour chaque homme de plus de 18 ans. La famille Bowker reçoit des terres à Albany, près de Grahamstown. Ici, Bowker crée une école pour ses enfants et ceux de ces ouvriers, et son affinité pour l'histoire naturelle a fortement influencé les leçons que les enfants ont reçues,.
Mary et ses frères partagent tous un amour pour l'histoire naturelle, mais c'est la publication en 1838 du livre The genera of South African plants, arranged according to the Natural System (en français : « Les genres de plantes sud-africaines, organisés selon le système naturel ») par le botaniste irlandais William Henry Harvey qui change sa vie. Passionnée par les chapitres sur la structure des plantes et le système de classification linnéen, elle répond à la demande de spécimens de l'auteur pour qu'il puisse commencer à documenter la flore du Cap. Sa correspondance continue avec Harvey a eu lieu à une époque où il n'est généralement pas accepté pour les femmes de s'engager dans des discussions scientifiques ; en effet, au début, elle ne révèle pas qu'elle est une femme. Elle jouit d'une liberté sans précédent à cet égard, en partie parce qu'elle est libérée de la culture victorienne relativement contraignante de son pays d'origine, mais aussi grâce aux encouragements de son père et aux idéaux pré-victoriens (géorgiens) généralement détendus qui viennent d'une époque où les femmes jouissaient d’une voix plus libre. Elle devient l'une des principaux fournisseurs de plantes d'Afrique du Sud d'Harvey et l'aide également dans la dénomination et la classification de nombreuses espèces. Au cours d'une correspondance de près de 30 ans, elle envoie à Harvey environ 1 000 espèces avec des notes sur chacune. Elle établit également une correspondance avec le botaniste britannique Joseph Dalton Hooker.
En 1842, elle épouse Frederick William Barber, un chimiste analytique qui a établi une ferme en Afrique du Sud. Ils ont deux fils et une fille. Barber est la grand-mère du sculpteur Ivan Mitford-Barberton (en).

## Contributions à la science

### Botanique
Barber apporte des contributions substantielles à la science botanique de l'époque grâce à ses collections et à ses observations scientifiques de la flore et de la faune sud-africaines. Cela donne son nom à plusieurs espèces végétales. Elle et son jeune frère, le naturaliste James Henry Bowker, envoient de nombreuses espèces de plantes jusqu'alors inconnues à l'herbier du Trinity College de Dublin et aux jardins botaniques royaux de Kew,.
L'Aloidendron barberae (en) (arbre aloès) est découvert pour la première fois par Barber, qui collecte des plantes dans l'ancien Transkei d'Afrique du Sud. Elle envoie des spécimens de la plante et de ses fleurs aux Jardins botaniques royaux de Kew, où, en 1874, l'épithète spécifique est donnée par William Turner Thiselton-Dyer en son honneur. De plus, elle découvre Lotononis harveyi (la beauté de Mme Barber), qui porte son nom.

### Entomologie
Barber développe un intérêt pour l'entomologie alors que son mari est engagé dans la guérilla en cours entre les colons et les Africains indigènes. Avec son frère, James Henry Bowker, elle commence à documenter les papillons nocturnes et les papillons africains et contacte l'entomologiste Roland Trimen en 1863 pour partager ses découvertes. Ses observations auraient contribué aux délibérations de Charles Darwin sur le rôle des papillons nocturnes dans la pollinisation des orchidées. Barber est présenté à Charles Darwin par Roland Trimen, un collègue entomologiste britannique en Afrique du Sud en 1863. Barber échange des lettres et des observations avec Darwin et d'autres gentlemen-naturalistes de son réseau scientifique. Son influence sur le travail de Darwin est communiquée indirectement, via Trimen. En 1865, Mary a déclaré qu'elle écrirait elle-même à Darwin au sujet « des criquets et des oiseaux criquets », mais il n'y a aucune trace de cela, bien que Darwin lui-même soit un archiveur méticuleux de sa correspondance. Dans d'autres lettres, Barber semble être d'accord avec la théorie de Darwin sur la sélection naturelle, citant comme preuve la domination des colons européens dans la colonie du Cap.

### Sociétés scientifiques
Les contributions de Barber à la science sont finalement récompensées en 1878 par une invitation à devenir membre de la Société philosophique sud-africaine — un honneur singulier à l'époque. La Linnean Society of London n'accueille les femmes comme membres qu'en 1905, soulignant la nature progressiste de cette société sud-africaine et l'impact que Barber avait sur sa discipline. Sa réponse à cette invitation résume bien les attitudes de l’époque :

« Je n'ai aucune objection... et je ne vois aucune raison pour qu'une dame soit discrètement membre d'une société scientifique... Je n'approuve en aucun cas le fait que des dames se manifestent publiquement et usurpent le pouvoir. places des hommes en prêchant, en faisant des discours, etc., mais je ne vois pas pourquoi ils ne devraient pas appartenir à une société pour laquelle ils sont qualifiés et jouir tranquillement des privilèges. »

Barber a rejoint la Société philosophique sud-africaine le 26 juin 1878. Son article sur les couleurs particulières des animaux en relation avec leurs habitudes de vie a été publié plus tard cette année-là. Cet article a été rédigé en réponse à un article d'Alfred Russel Wallace dans lequel il débattait de la théorie de Darwin sur le choix féminin dans la sélection sexuelle. Barber a pleinement compris (et avait les observations à prouver) que les femelles choisissent les mâles en fonction de leurs phénotypes : parades nuptiales voyantes, plumage brillant.
Elle est la première femme membre de l'Ornithologischer Verein à Vienne, la principale société ornithologique d'Autriche, et plusieurs de ses articles sont traduits en hongrois.

## Autres activités
Dans les années 1850, Barber aide son frère aîné, Thomas Holden Bowker, à rassembler la première collection d'outils de l'âge de pierre en Afrique du Sud,. Dans les années 1870, Barber a écrit un recueil d'articles sur la découverte de diamants et d'or en Afrique du Sud. Elle illustre également des scènes des champs de diamants dans plusieurs tableaux.

## Fin de vie
Barber gagne finalement suffisamment d'argent pour financer une visite en Europe en 1889, où elle visite pour la première fois les jardins botaniques royaux de Kew, et rend visite à des amis scientifiques à travers l'Europe. Elle est décédée à Pietermaritzburg, en 1899,.

## Lectures complémentaires
- (en) Tanja Hammel, « Thinking with birds: Mary Elizabeth Barber's advocacy for gender equality in ornithology », Kronos, vol. 41, no 1,‎ 2015, p. 85–111 (ISSN 2309-9585)
- (en) Alan Cohen, « Mary Elizabeth Barber, some early South African geologists and the discoveries of gold », South African Journal of Economic History, vol. 15, nos 1–2,‎ 2000, p. 1–19 (ISSN 1011-3436, DOI 10.1080/10113430009511122, S2CID 143614152)
- (en) David Hilton-Barber, The Saint, the Surgeon and the Unsung Botanist: A tribute to my remarkable ancestors, Footprints Press, 2014 (ISBN 978-0-620-61401-6)